# Петсамо-Киркенесская операция
Петсамо-Киркенесская операция — наступательная операция войск Карельского фронта и Северного флота, проведённая против немецкой группировки в области Петсамо и провинции Финнмарк на севере Норвегии с 7 октября по 8 ноября 1944 года во время Второй мировой войны. Также известна как Десятый сталинский удар.
Задачей советских войск был захват посёлков Луостари и Петсамо с целью уничтожить основные силы 19-го горнострелкового корпуса вермахта, укрепившиеся в области Петсамо, и в дальнейшем наступать на Киркенес в Северной Норвегии.

## Обстановка накануне сражения
К концу лета 1944 года вся Норвегия и часть Финляндии были оккупированы немецкими войсками, а на территории этих государств действовали правительства коллаборационистов. Только в Норвегии, в 1944 году было дислоцировано не менее 11 немецких дивизий, часть из которых формировалась или пополнялась за счёт местного населения.
С 22 по 29 августа 1944 года ВМС Великобритании была проведена военно-морская операция «Goodwood», целью которой было уничтожение немецкого линкора Тирпиц и портовой инфраструктуры военно-морской базы кригсмарине в Ко-фьорде на севере Норвегии.
С начала 1942 года Тирпиц представлял значительную угрозу для конвоев союзников, перевозивших грузы через Норвежское море в Советский Союз. Немецкий линкор был способен подавить силы ближнего сопровождения, предназначенные для арктических конвоев и походов в Северную Атлантику. Однако линкор-крепость потопить тогда не удалось.
Летом 1944 года Красная армия на Карельском фронте успешно провела Выборгско-Петрозаводскую стратегическую наступательную операцию, что привело к выходу из войны Финляндии. В результате командование немецкой 20-й горной армии вынуждено было выводить свои войска с финских территорий. Финны также начали вывод всех своих войск с линии фронта.
По состоянию на 1 октября 1944 года противник удерживал в Заполярье часть советской земли западнее Мурманска. Линия фронта проходила от губы Малая Волоковая по перешейку полуострова Средний, далее от губы Большая Западная Лица к озёрам Чапр и Кошка-явр. Здесь противник создал мощную оборону, состоящую из трёх линий, с долговременными оборонительными сооружениями — так называемым «гранитным» (лапландским) оборонительным валом. Глубина обороны составляла до 150 километров, а её длина — до 100.
Пулемётные гнёзда и отдельные позиции для артиллерии были вырублены в скалах, что делало их практически неуязвимыми для тяжелых снарядов и крупных авиационных бомб.
К началу октября 1944 года, на 1 километр фронта обороны противника приходилось по 15-20 долговременных сооружений.
Гарнизоны опорных пунктов имели запасы продовольствия, воды и боеприпасов и могли вести бои в условиях полного окружения продолжительное время. Долговременные сооружения состояли из железобетонных и бронированных огневых точек, минных полей и противотанковых рвов. Труднопроходимая горно-лесистая, болотистая местность и полное отсутствие дорог серьёзно затрудняли проведение любого манёвра войск, а все опорные пункты противника были приспособлены к круговой обороне.
Опираясь на мощный лапландский оборонительный вал, немецкое командование надеялось удержать за собой северные области Финляндии и Норвегии. Основными задачами считались: оборона металлургического комбината в Колосйоки, сохранение доступа к месторождениям меди, никеля и молибдена и к стратегически важным незамерзающим портам, на которых базировались крупные силы Кригсмарине и с которых осуществлялись поставки необходимого для немецкой военной промышленности сырья в Германию.
Задачи по обороне были возложены на 19-й горный корпус вермахта. В составе которого на конец сентября 1944 года были 3 горнопехотные дивизии и 4 бригады, насчитывающие 53 тыс. человек, свыше 770 орудий и миномётов. С воздуха их поддерживала авиация 5-й воздушной дивизии Люфтваффе в Норвегии (160 самолётов) и значительные военно-морские силы, базировавшиеся в портах Северной Норвегии (1 линкор, 12-14 эсминцев, до 30 подлодок и другие корабли, всего до 20 кораблей и судов).
Также части 19-й горного корпуса прикрывала береговая и зенитная артиллерия, вдоль побережья были поставлены противолодочные минные заграждения, подходы к базам и портам прикрывались дозорными катерами. В глубине обороны были построены опорные пункты: Луостари, Петсамо и Киркенес, являвшиеся также и базами снабжения.
В сентябре 1944 года войска 19-й (генерал-лейтенант Г. К. Козлов) и 26-й (генерал-лейтенант Л. С. Сквирский) армий перешли на кандалакшском и ухтинском направлениях в наступление. 14 сентября был освобождён посёлок Алакуртти и стратегически важный аэродром, на который был переброшен 415-й ИАП из состава 7-й воздушной армии, принявший активное участие в Петсамо-Киркенесской операции. В последних числах сентября части 19-й армии вышли на государственную границу с Финляндией, освободив 45 населенных пунктов и выведя из строя около 7 тыс. немецких солдат и офицеров.
26-я армия, которой противостоял 18-й горнострелковый корпус (генерал пехоты Ф. Хохбаум), к концу сентября продвинулась на 35 км вглубь территории Финляндии.
В ходе сентябрьского наступления войск 19-й и 26-й армий Советская Карелия была полностью очищена от вражеских войск. Стратегическое положение на северном участке советско-германского фронта значительно улучшилось, были созданы все условия для полного освобождения Заполярья от фашистских оккупантов.
После официального заявления президента Финляндии Густава Маннергейма о полном разрыве отношений с Германией 2 сентября 1944 года, — 3 сентября немецкое командование приступило к реализации операции «Birke» (нем. «Unternehmen Birke») по выводу своих войск из северных районов Финляндии и организации мощной обороны района добычи никеля Колосйоки. Часть выводимых сил из состава 36-го горного корпуса впоследствии была сосредоточена в районе Петсамо.

## Силы сторон
Всего сторонами к началу операции было сосредоточено:
- Германия
  - 20-я горная армия, Кригсмарине, Воздушный флот Германии в Норвегии.
    - 56 000 [к 3] солдат и офицеров (по утверждению военного исследователя В. Белокова, численность немецких войск в Заполярье составляла около 109 000 солдат и офицеров, из них на мурманском направлении не менее 50 000 человек[13]), 397 орудий, 160 самолётов[14][4], до 200 кораблей[5]
- СССР
  - 14-я общевойсковая и 7-я воздушная армии Карельского фронта (К. А. Мерецков), Северный флот:
    - 96 000 бойцов и командиров, 110 танков и самоходных орудий, 1032 артиллерийских орудия, 747 самолётов, один лидер, 6 эскадренных миноносцев, 8 подводных лодок, свыше 20 торпедных катеров, до 23 охотников, 275 самолётов морской авиации[8].

| Силы сторон (детализированная таблица) (по состоянию на октябрь 1944 года, без тыловых частей обеспечения) | Силы сторон (детализированная таблица) (по состоянию на октябрь 1944 года, без тыловых частей обеспечения) | Силы сторон (детализированная таблица) (по состоянию на октябрь 1944 года, без тыловых частей обеспечения) | Силы сторон (детализированная таблица) (по состоянию на октябрь 1944 года, без тыловых частей обеспечения) | Силы сторон (детализированная таблица) (по состоянию на октябрь 1944 года, без тыловых частей обеспечения) |
| СССР | | | | |
| Карельский фронт (генерал армии К. А. Мерецков) | Карельский фронт (генерал армии К. А. Мерецков) | Карельский фронт (генерал армии К. А. Мерецков) | Карельский фронт (генерал армии К. А. Мерецков) | Карельский фронт (генерал армии К. А. Мерецков)                                                            |
| Армия | Корпус | Дивизия (бригада) | Приданные части | Период |
| --- | --- | --- | --- | --- |
| 14-я армия (генерал-лейтенант В. И. Щербаков) | 31-й стрелковый корпус (генерал-майор М. А. Абсалямов) | 83-я стрелковая дивизия 367-я стрелковая дивизия | 408-й отдельный батальон связи | 18.10-31.10.1944                                                                                           |
| 14-я армия (генерал-лейтенант В. И. Щербаков) | 99-й стрелковый корпус (генерал-майор С. П. Микульский) | 65-я стрелковая дивизия 114-я стрелковая дивизия 368-я стрелковая дивизия | 7-я гв. ТБр, 89-й ОТП, 339 ТСАП(СУ-152), 284-й ОМБОН, 149, 989 КАП, 275, 535, 620 МинП, 20, 44 гв. МинП РС, 20 МШИСБр | 07.10-29.10.1944                                                                                           |
| 14-я армия (генерал-лейтенант В. И. Щербаков) | 126-й легко-стрелковый корпус (полковник В. Н. Словьёв) | 31-я отдельная лыжная бригада 72-я отдельная морская стрелковая бригада | 187-й отдельный батальон связи, 901-й ГКАП | 07.10-29.10.1944                                                                                           |
| 14-я армия (генерал-лейтенант В. И. Щербаков) | 127-й легко горно-стрелковый корпус (генерал-майор Г. А. Жуков) | 69-я морская стрелковая бригада 70-я морская стрелковая бригада | 196-й отдельный батальон связи, 905-й ГКАП | 07.10-29.10.1944                                                                                           |
| 14-я армия (генерал-лейтенант В. И. Щербаков) | 131-й стрелковый корпус (генерал-майор З. Н. Алексеев) | 10-я гвардейская стрелковая дивизия 14-я стрелковая дивизия | 73-й гв. ОТТП, 378-й ТСАП(ИСУ-152), 633, 1066 КАП, 619, 297, 472 МинП, 7 гв. МинБр РС, 41 гв. МинП РС, 1-я МИБр, 126 ОДОБ, 216 ДСБ, 33,34 МСБ | 07.10-29.10.1944                                                                                           |
| 14-я армия (генерал-лейтенант В. И. Щербаков) | Группа Пигаревича (генерал-лейтенант Пигаревич Б. А.) | 3-я отдельная морская стрелковая бригада 45-я стрелковая дивизия 2-й укрепленный район | Армейский пулемётный батальон | 07.10-29.10.1944                                                                                           |
| 7-я воздушная армия (генерал-лейтенант И. М. Соколов) | | 1-я гв. смешанная авиадивизия 257-я смешанная авиадивизия 260-я смешанная авиадивизия 261-я смешанная авиадивизия 122-я истребительная авиадивизия 324-я истребительная авиадивизия 113-я бомбардировочная авиадивизия                                                     | | 07.10-31.10.1944                                                                                           |
| Северный флот (адмирал Головко А. Г.) | | | | |
| 1 Лидер, 6 эскадренных миноносцев, 8 подводных лодок, свыше 20 торпедных катеров, до 23 охотников | 1 Лидер, 6 эскадренных миноносцев, 8 подводных лодок, свыше 20 торпедных катеров, до 23 охотников | 1 Лидер, 6 эскадренных миноносцев, 8 подводных лодок, свыше 20 торпедных катеров, до 23 охотников | 275 самолётов морской авиации | 07.10-31.10.1944                                                                                           |
| | | 12-я бригада морской пехоты (полковник Рассохин В. В.) | | 07.10-31.10.1944                                                                                           |
| | | 63-я бригада морской пехоты (полковник Крылов А. М.) | | 07.10-31.10.1944                                                                                           |
| Нацистская Германия | | | | |
| Группировка немецких войск в Северной Норвегии | | | | |
| Армия | Корпус (группа) | Дивизия (бригада) | Приданные части | Период |
| 20-я горная армия (генерал-полковник Лотар Рендулич) | 19-й горный корпус (генерал горных войск Фердинанд Йодль) | 2-я горнопехотная дивизия 6-я горнопехотная дивизия 210-я пехотная дивизия береговой охраны | 388 гренадерская бригада 603-я пехотная бригада | 07.10-31.10.1944                                                                                           |
| 20-я горная армия (генерал-полковник Лотар Рендулич) | 19-й горный корпус (генерал горных войск Фердинанд Йодль) | Дивизионная группа фон дер Хоопа | 193-я пехотная бригада 503-я гренадерская бригада Велосипедная бригада «Норвегия» | 07.10-31.10.1944                                                                                           |
| 20-я горная армия (генерал-полковник Лотар Рендулич) | 19-й горный корпус (генерал горных войск Фердинанд Йодль) | Корпусная группа «Рюбель» | 163-я пехотная дивизия, 6-й моторизованный батальон войск СС и прочие подразделения из состава 36-го горного корпуса | 07.10-31.10.1944                                                                                           |
| Воздушный флот Германии в Норвегии (генерал-лейтенант Эдуард фон Шляйх) | Воздушный флот Германии в Норвегии (генерал-лейтенант Эдуард фон Шляйх) | 5-я авиадивизия (160 самолётов) 13-я зенитная бригада (отдельные батареи) | | 07.10-31.10.1944                                                                                           |
| Кригсмарине (гроссадмирал Карл Дёниц) | | | | |
| Около 200 военных кораблей, базировавшихся в портах Северной Норвегии. В том числе: Линкор «Тирпиц», около 15 эсминцев и 30 подводных лодок, более 100 тральщиков, торпедных катеров и сторожевых кораблей, свыше 20 самоходных барж, 3 корабля ПВО, 2 минных заградителя. | Около 200 военных кораблей, базировавшихся в портах Северной Норвегии. В том числе: Линкор «Тирпиц», около 15 эсминцев и 30 подводных лодок, более 100 тральщиков, торпедных катеров и сторожевых кораблей, свыше 20 самоходных барж, 3 корабля ПВО, 2 минных заградителя. | Около 200 военных кораблей, базировавшихся в портах Северной Норвегии. В том числе: Линкор «Тирпиц», около 15 эсминцев и 30 подводных лодок, более 100 тральщиков, торпедных катеров и сторожевых кораблей, свыше 20 самоходных барж, 3 корабля ПВО, 2 минных заградителя. | Около 200 военных кораблей, базировавшихся в портах Северной Норвегии. В том числе: Линкор «Тирпиц», около 15 эсминцев и 30 подводных лодок, более 100 тральщиков, торпедных катеров и сторожевых кораблей, свыше 20 самоходных барж, 3 корабля ПВО, 2 минных заградителя. | 07.10-31.10.1944                                                                                           |

## Ход операции

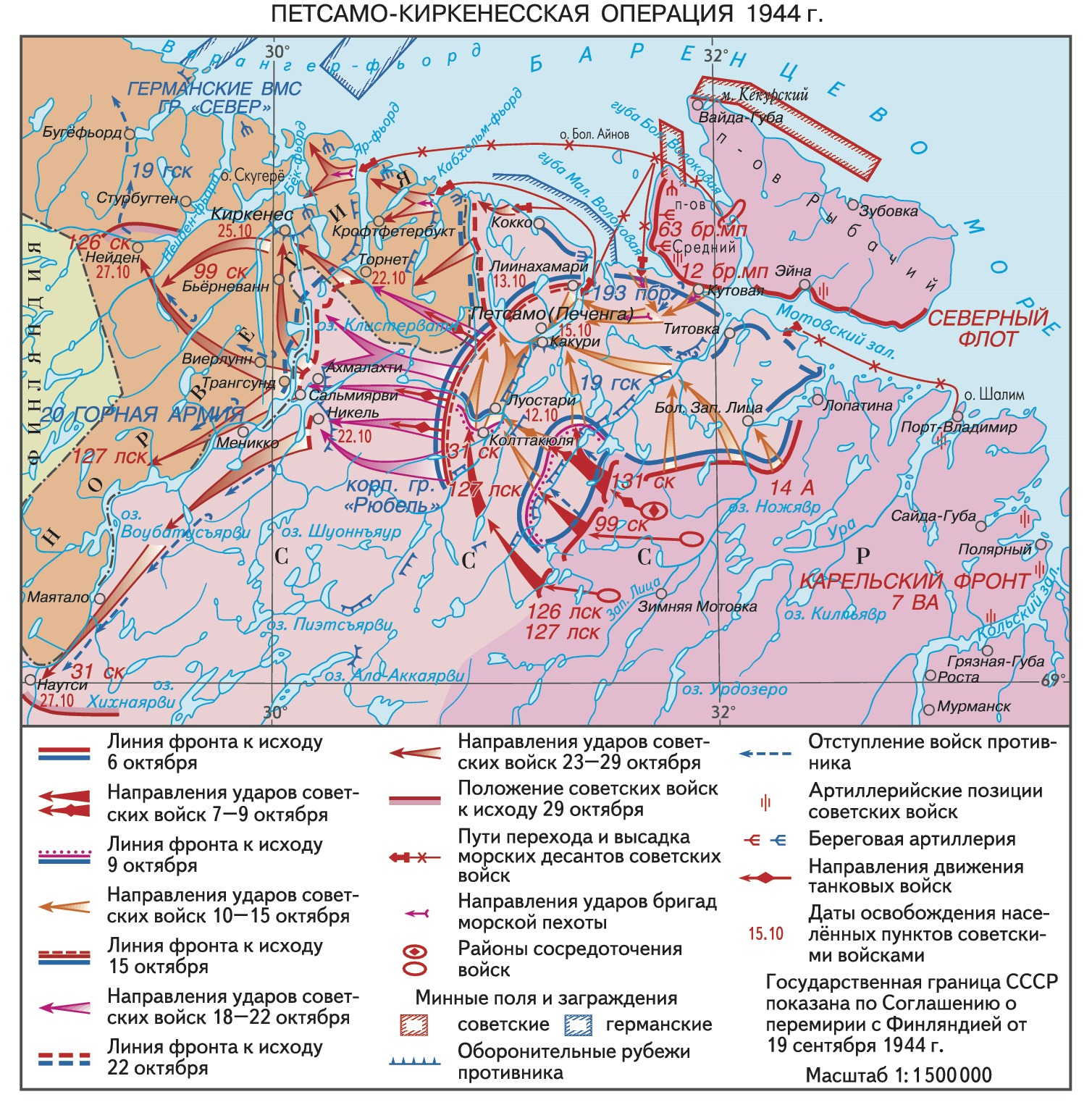
Петсамо-Киркенесская операция (1944)

Условно операцию можно разделить на три этапа, — прорыв немецких укреплённых позиций на «гранитном валу» и захват Петсамо, овладение районами никелевого производства Колосйоки, вступление на территорию Норвегии и освобождение городов Киркенес и Наутси. В ходе операции советскими войсками было предпринято несколько морских десантов силами двух бригад морской пехоты Северного флота и штурмовых подразделений 14-й армии Карельского фронта, при проведении которых были впервые за Полярным кругом в боевых условиях успешно использованы инженерно-разведывательные автомобили-амфибии американского производства Ford GPA, поставленные союзниками Советскому Союзу по Ленд-лизу.

### Гранитный вал
Во время подготовки к операции Ставкой и командованием фронта на направлении главного удара было сосредоточено большое количество артиллерийских орудий и миномётов, в том числе большого калибра. За несколько дней до начала наступления, были подтянуты танковые подразделения и полки самоходных орудий СУ-152 и ИСУ-152. Южнее озера Чапр на направлении Луостари — Колттакюля, где наступали основные силы 99-го и 131-го стрелковых корпусов, ко всему прочему, были развёрнуты новейшие для того времени реактивные миномёты «Андрюша» на самоходных шасси Studebaker US6 со снарядами М-31 (310 мм), отличавшихся бо́льшей мощностью и эффективностью от известных М-13.
Утром 7 октября 1944 года началась артподготовка, длившаяся два часа тридцать пять минут. В основном удалось подавить артиллерийские и минометные батареи, прочие огневые средства противника в опорных пунктах первой линии. На последних минутах артиллерийской подготовки стрелковые части при поддержке танков и самоходных орудий шли в атаку, врываясь в траншеи и укрепления первой линии. Такая тактика наступления была более чем оправдана при захвате укреплённых районов противника на каменных возвышенностях и открытой местности полярной тундры или редкой низкорослой тайги.
На направлении главного удара кровопролитные бои разгорелись за опорные пункты на горах Большой и Малый Кариквайвишь. Приходилось наступать по обледенелым каменным сопкам и скалам. Укрепрайон на горе Малый Кариквайвишь был захвачен бойцами 131 стрелкового корпуса к 15 часам, К исходу первого дня боёв весь гарнизон опорного пункта был уничтожен, часть егерей сдалась в плен. К исходу первого дня стрелковые и танковые части, действовавшие на правом фланге ударной группировки, прорвали главную полосу обороны противника, с хода форсировали Титовку и вышли на рубежи озёр Куосме-ярви и Лой-ярв, захватив важные опорные пункты на второй полосе вражеской обороны
Менее удачно развивалось наступление у 99-го стрелкового корпуса. С ходу не удалось овладеть узлом обороны на горе Большой Кариквайвишь (выс. 258, 3) и прорвать первую линию. «Венедигер» являлся самым мощным узлом сопротивления на направлении главного удара войск Карельского фронта. Имевшие опыт боёв в лесисто-болотистой местности с финской армией и не знакомые с тактикой немецких горных стрелков, бойцы и командиры 65-й стрелковой дивизии (полковник Г. Е. Калиновский) не сумели на последних минутах артподготовки овладеть траншеями первой линии укреплений. Ко всему прочему танки из состава 89-го отп не смогли вовремя подойти из тылов на исходные позиции и оказать пехотинцам огневую поддержку. Прорвать оборону удалось лишь утром следующих суток, понеся ощутимые потери. После чего бойцы 65-й стрелковой дивизии вышли на берега реки Титовка.
9 октября из района сосредоточения — восточнее реки Западная Лица перешли в наступление стрелки группы генерал-лейтенанта Б. А. Пигаревича (45-я стрелковая дивизия, 2-й укрепленный район, 3-я отдельная морская стрелковая бригада, армейский пулеметный батальон). В ту же ночь был высажен десант морской пехоты Северного флота в губе Малая Волоковая и на побережье Мотовского залива. Морские пехотинцы из состава 12-й бригады Северного флота, перевалив через хребет Мустатунтури и отрезав часть немецких сил, двинулись на Петсамо.
Противник упорно сопротивляясь, неоднократно переходил в контратаки. Чтобы выкурить врага из расщелин и «лисьих нор», приходилось применять дымовые шашки. Гранитные сооружения, из которых никакими способами нельзя было выбить гитлеровцев, подрывались специальными зарядами направленного действия. Для успешного выполнения поставленных задач стрелковые части усиливались танками КВ-1 и Т-34. В условиях Крайнего Севера это был первый случай масштабного боевого использования танков в наступательных операциях. Немецкое командование считало использование танковых войск в данном районе практически невозможным и малоэффективным.
Резко пересечённая местность, крутые подъёмы и каменные россыпи затрудняли передвижение войск, особенно артиллерии, танков и самоходок — дорог здесь не было. Орудия приходилось перетаскивать на руках или с помощью оленей и лошадей. Таким же образом доставлялись боеприпасы и всё остальное. Но несмотря на трудности и яростное сопротивление противника, советские части продолжали продвигаться вперёд и к 11 октября вышли к реке Титовка по всему фронту.
На левом фланге 126-й корпус под командованием полковника В. Н. Соловьёва успешно совершил обходный манёвр и на четвёртые сутки достиг дороги Петсамо — Салмиярви и западнее Луостари перерезал её. Отбив контратаки противника, корпус снова начал продвижение, перехватив дорогу Петсамо — Тарнет. 127-й легкострелковый корпус под командованием генерал-майора Г. А. Жукова ночью овладел аэродромом в Луостари, а затем совместно со 114-й дивизией 99-го корпуса очистил этот населённый пункт. Петсамо был окружён со всех сторон, так как с северо-востока подходила морская пехота и стрелковые соединения группы Пигаревича, с юга наступал 131-й корпус, на западе контролировала обстановку 72-я отдельная морская стрелковая бригада, а с севера угрожал десант Северного флота, овладевший 13 октября гаванью Лиинахамари.
Силами 181-го особого разведывательного отряда Северного флота проводилась операция по взятию порта Лиинахамари. Укреплённый немецкий порт прикрывали мысы Крестовый и Романов. В гранитной основе мыса Крестовый немцы оборудовали различные укрепления, блиндажи, огневые точки, бункеры и окопы. На мысе Романов до сих пор сохранились бетонные бункеры, где располагались немецкие торпедные аппараты. Из этих бункеров хорошо просматривался вход в бухту, что позволяло торпедировать любой корабль или подводную лодку.
12 октября 1944 года морской диверсионный отряд под командованием майора И. П. Барченко-Емельянова и лейтенанта В. Н. Леонова атаковал две немецкие батареи на мысе Крестовом и после скоротечного боя захватил их с минимальными потерями. Захват батарей обеспечил успешную высадку морского десанта в Лиинахамари, занятие этого района и овладение в ночь на 15 октября городом Петсамо.
Всего в результате боёв с 7 по 11 октября 1944 года ударные силы 14-й армии прорвали оборону противника в полосе шириной до 20 километров на глубину 16 км, нанеся значительный урон немецкой 2-й горнопехотной дивизии из состава 19 горного корпуса. Враг потерял убитыми свыше 2000 человек. Было взято в плен 210 солдат и офицеров, захвачены 34 орудия, 8 минометов, 19 пулеметов, 12 радиостанций, 90 лошадей, 9 складов с различным имуществом.

### Освобождение района никелевых разработок
Ещё 4 октября, за три дня до начала Петсамо-Киркенесской операции, немецким командованием был введён в действие план операции «Nordlicht» (нем. Unternehmen Nordlicht) согласно которому частям 20-й горной армии предписывалось приступить к эвакуации в район Люнгена провинции Тромс. К тому моменту генералам ОКХ удалось убедить Гитлера, что в Германии накоплены достаточные запасы никеля. Операция «Birke» отменялась и вводился в действие этот новый план.
Предполагалось, организовав прочные заслоны, вывезти морем наиболее ценное промышленное оборудование горно-обогатительного комбината в Колосйоки, военное имущество и часть личного состава. Большая часть горнопехотных частей должна была отходить через Нейден по суше, используя тактику выжженной земли, что и было сделано. Были уничтожены почти все здания и сооружения в Финнмарке, также захватчики повсеместно реквизировали или уничтожали лодки и рыбацкие суда местного населения. Эта тактика уже использовалась нацистами в финской Лапландии.
Потерпев поражение в районе Петсамо, под прикрытием моторизованных арьергардов, основные силы противника отступали на запад с задачей укрепиться на рубеже Киркенес — Колосйоки и далее по линии норвежской границы, организовав прочную оборону района горных разработок и морской крепости — незамерзающего порта Киркенес. Нужно было выиграть время, приостановить дальнейшее наступление Красной Армии и тем самым обеспечить планомерную эвакуацию своих частей, боевой техники и промышленного оборудования.
Ответственность за оборону посёлка Колосйоки и участка горных разработок была возложена на группировку под командованием генерал-лейтенанта Э. Фогеля, состоявшую из отступавших частей 19-го горного корпуса и 163-й пехотной дивизии с отдельными подразделениями из состава 36-го горного корпуса вермахта, переброшенными из Рованиеми. С полуострова Варангер перебрасывались части 210-й пехотной дивизии берегового охранения.
15 октября Ставкой командующему Карельским фронтом была поставлена задача продолжать наступление одновременно на двух направлениях: на Тарпет и на Колосйоки, а Северному флоту высадить десант морской пехоты на южном побережье Варангер-фьорда. Выполнение его возлагалось на вновь развёрнутую в порту Линахармари Печенгскую военно-морскую базу.
В наступление из второго эшелона 14-й армии были введены 31-й стрелковый и 127-й легко-стрелковый корпуса в общем направлении на Колосйоки с задачей разгромить действовавшие там части противника и выйти на норвежскую государственную границу. В дальнейшем требовалось развивать наступление на Наутси, а силам 99-го и 126-го легкого стрелкового корпуса — нанести сконцентрированный удар вдоль дороги Лоустари—Ахмалахти.
После перегруппировки 18 октября 14-я армия с новыми силами возобновила наступление. Северный флот в тот же день высадил в заливах Суола-Вуоно и Арес морские десанты, которые очистили от противника морское побережье до Вуореми. Наступление главных сил 14-й армии развернулось вдоль дорог: Луостари—Ахмалахти и Луостари—Колосйоки. На флангах главных сил по бездорожью действовали легкие стрелковые корпуса, обеспечивавшие главную группировку с севера и юга. Совершающие обход корпуса имели на вооружении только легкое оружие и минометы — их поддерживала дальнобойная артиллерия, специально выделенная для этой цели Ставкой в достаточном количестве.
Сочетая фронтальные удары с обходом укреплённых опорных пунктов противника, 99-й стрелковый корпус 22 октября оседлал дорогу Киркенес—Ахмалахти, 126-й легкий стрелковый корпус достиг озера Клистерватн и организовал заслоны на шоссе Петсамо — Рованиеми.
21 октября 1944 года войска 14-й армии вышли на государственную границу СССР, а 22 октября бойцы 127-го и 31-го стрелковых корпусов освободили посёлок Колосйоки и район никелевых разработок. При отступлении немцы почти полностью уничтожили горно-обогатительный комбинат и электростанцию. Колосйоки почти весь выгорел, но каменные здания уцелели, оккупанты не успели взорвать жилые и хозяйственные постройки, артиллерийские снаряды и авиабомбы, которые они заложили в каждый подвал и подъезд, взорваны не были. В ходе пятидневных боев войска армии продвинулись на 25—35 км.

### Вступление на территорию Норвегии и освобождение Киркенеса
22 октября 131-й корпус вступил в бой за норвежский город Тарнет. Одновременно морская пехота при артиллерийской поддержке флота очищала побережье. Кораблями Северного флота были высажены ещё три тактических десанта на южном побережье Варангер-фьорда: 23 октября — в Кобхольм-фьорде, 25 октября — в Холменгро-фьорде. Все три десанта были осуществлены успешно и сыграли положительную роль в ходе советского наступления.
Отходя к Киркенесу, противник во все больших масштабах применял различные заграждения и производил всевозможные разрушения на дорогах. Путь на Киркенес был заминирован, а подвесной мост через фьорд взорван. Яр-фьорд был форсирован на амфибиях и рыбачьих лодках. Большую помощь оказали бойцам норвежские патриоты, вышедшие в море на двух мотоботах. Они спасали экипажи подбитых амфибий и, несмотря на обстрел, переправляли их на другой берег. Когда затем при форсировании Эльвенес-фьорда пришлось начинать все сначала и 14-я дивизия наводила десантную переправу на плотах, местные жители снова оказали поддержку советской армии. Так же поступали в Бек-фьорде.
В 6-45 утра 25 октября 1944 года 14-я и 45-я стрелковые дивизии 131-го стрелкового корпуса форсировали залив Бек-фьорд и во взаимодействии с 10-й гвардейской и 65-й стрелковыми дивизиями 99-го стрелкового корпуса, овладели городом и портом Киркенес. Накануне, в полночь 24 октября город покинули последние две горно-егерские роты вермахта; в городе оставался лишь саперный взвод с задачей по уничтожению зданий, складов и портовых сооружений. Первой в Киркенес ворвалась рота автоматчиков 325-го стрелкового полка 14-й стрелковой дивизии капитана В. А. Лынника, которому за целый ряд подвигов в этой операции было присвоено звание Героя Советского Союза. Бой по очищению города завершился к 9 часам утра. Из 220 крупных зданий в Киркенесе после изгнания оккупантов осталось только 30. Большая часть немецкого гарнизона и отступающие остатки 19-го горного корпуса ушла на север Норвегии через Нейден, остальные были эвакуированы морем — по данным советской разведки, последние суда каравана, прикрываемые боевыми кораблями, покинули Киркенес в полдень 24 октября.
В Киркенесе и в окрестных портах были освобождены 4000 норвежских и советских граждан, собранных немцами для отправки в Германию. При этом отступающие немецкие войска при помощи норвежских коллаборационистов принудительно вывезли две трети гражданского населения Северной Норвегии, а большую часть жилых домов, церквей и школ уничтожили.

### Завершение операции
В ночь на 26 октября части 99-го стрелкового корпуса форсировали Ланг-фьорд и овладели норвежскими поселениями Хебугтен, Ленкосельвен, Бухольм, Стонга, Вейнес.
26 октября началась эвакуация немецких войск с полуострова Варангер. В этот же день совместно с частями 63-й бригады морской пехоты и 126-го лск был освобождён поселок Мункельвен (Мункефьорд).
27 октября красноармейцы 126-го легкого горнострелкового корпуса овладели городом Нейден. На южном направлении 31-й стрелковый и 127-й лёгкий горнострелковый корпус, неотступно преследуя противника в крайне тяжелых условиях местности, за 10 суток продвинулись на 150 км, освободили населенный пункт Наутси и вышли на финско-норвежскую границу.
28 октября из-за непогоды советские войска активных военных действий не вели. Воспользовавшись этим, немцы ускорили эвакуацию Вадсё. По оперативным данным, в Вестре Якобсэльв из Вадсё прибыло свыше двух тысяч немецких солдат и офицеров. Самолёты Северного флота отмечали интенсивное движение вражеских кораблей в Варангер-фьорде, но не могли ему помешать. Передовые части 99-й корпуса продолжали преследовать противника, отступавшего к деревне Тана-бру, где расположен мост через реку Танаэльв.
29 октября, когда погода несколько улучшилась, советская торпедоносная и штурмовая авиация в три захода вылетала на бомбардировку кораблей в Тана-фьорде. Во время налетов им удалось серьёзно повредить по меньшей мере три вражеских корабля. Отдельная штурмовая группа летала на бомбардировку скопления войск в Вардё. Торпедные катера с Рыбачьего также попытались выйти на перехват конвоев, но из-за сильного волнения вынуждены были вернуться в базу. Между тем высокая волна не помешала более крупным немецким кораблям с эвакуируемыми частями и грузами перейти из Вадсё в Берлевог. Другая часть немецких войск покинула Вадсё, погрузившись на более, чем 100 автомашин.
В этот день, согласно распоряжению Ставки, Военный совет Карельского фронта отдал приказ о переходе 14-й армии к обороне. Приказ командарма-14, продублированный по соединениям закреплял дислокацию корпусов. 99-й корпус занимал позиции по р. Нейден-Эльв, вдоль Ланг-фьорда и Корс-фьордa. 31-й корпус — по линии Ивало-Наутси. Все остальные корпуса (126, 127, 131 и 133-й) переходили в резерв армии. Разведчики 114-й сд прошли до 10 километров на север от Нейдена, но противника не обнаружили.
Нейден и Наутси были последними пунктами, до которых дошли основные части советских войск. Дальнейшее преследование противника и продвижение вглубь территории Норвегии крупными соединениями было нецелесообразным. Впереди лежал полупустынный, горный, весь изрезанный фиордами район Крайнего Севера. Приближалась полярная ночь, начались сильнейшие снегопады, на дорогах появились заносы и завалы. Обескровленные и рассредоточенные на обширной территории остатки немецкой 20-й горной армии уже не представляли какой либо опасности. Петсамо-Киркенесская операция была в целом завершена.

## Последующие события
Основные части армии закреплялись в обороне. Дальнейшие боевые действия приобрели характер боёв местного значения и велись большей частью силами разведотрядов. 30 октября разведотряд штаба фронта продолжал преследовать противника вдоль дороги на Тана-бру. Саперные подразделения вели разминирование дорог и населенных пунктов. Всего им удалось обезвредить свыше 15 тысяч мин. Инженерные части, наряду с созданием оборонительных полос, развернули широкие восстановительные работы, оказывая большую помощь местным жителям. Из-за непогоды авиация и корабли активных действий не вели. По сведениям разведотделов фронта и флота немецкие войска завершили эвакуацию Вадсё. Последние немецкие части на 50 автомашинах покинули разрушенный город, направившись в сторону Тана-бру. В это же время противник высадил до одной роты саперов в местечке Нессебю. Бранд-команда сожгла деревню, увезя с собой часть её обитателей.
31 октября не был отмечен в истории операции в Финнмарке сколько-нибудь заметными событиями. Части 99-го корпуса занимали определённую им приказом диспозицию. 114-й сд и 363 сп закреплялся в районе Нейдена и близлежащих высот. 763 сп — на северном берегу Корс-фьордa. 10-я гвардейская сд расположилась вдоль Ланг-фьорда. В самом Киркенесе стоял 253-й сп. Разведотряды отмечали дальнейший отход германских войск на запад и места их дислокации. Около 80 солдат находились в Нессебю, 50 — Вергебю, до 300 — сосредоточены в Киберге.
1 ноября последняя немецкая часть оставила Вардё, подрывая уцелевшие инженерные сооружения. Разведотряды, преследуя противника, продолжали вести бои. Интенсивному обстрелу подверглись советские разведчики у Карлботна. 2 ноября последние немецкие части покинули Карлботна. Три дня не прекращались бои на подступах к поселку Тана-бру.
В Финляндии 2 ноября после освобождения от немцев района Мустоула 31-й стрелковый корпус перешел к обороне. Высланный вперед разведотряд в течение трёх последующих дней преследовал противника до Ивало, немцы оставили город 3 ноября. Там советские войска 5 ноября вошли в соприкосновение с финскими войсками, подошедшими с юга, и приостановили дальнейшее преследование.
6 ноября произошел последний бой между немецкими и советскими войсками на норвежской земле в Варангерботне. 7 ноября после взрыва моста через реку Тана немецкие войска покинули Тана-бру. 8 ноября советские войска подошли к Руостефьельбма и остановили там свое продвижение.
8 ноября 1944 года, после глубокого преследования отходящих войск противника в западном и южном направлениях, боевые действия были завершены окончательно на всех участках армии ввиду прекращения боевого соприкосновения с противником.
9 января 1945 года советская разведка вошла в Лаксэльв (достичь Лаксэльва можно как от Тана-бру, так и от Ивало по прямым дорогам), который стал последним населенным пунктом в продвижении Красной Армии в норвежском Заполярье.

## Участие норвежских вооружённых сил в освобождении провинции Финнмарк
Успешное проведение Петсамо-Киркенесской операции советскими войсками в октябре 1944 года и вступление Красной армии на территорию королевства способствовали развитию национально-освободительного движения и участию норвежских воинских подразделений, сформированных правительством в изгнании, в операциях по полному освобождению Северной Норвегии.
В октябре 1944 года правительством Норвегии в изгнании и Ставкой был разработан план операции по переброске в район Петсамо — Киркенеса «норвежских полицейских войск» и горнострелковых подразделений для участия в борьбе против отступающих частей 20-й немецкой горной армии и установления государственного порядка на освобождённых территориях.
8 ноября 1944 года в район Киркенеса из Мурманска прибыла норвежская военная миссия во главе с полковником А.Д. Далем в составе 48 человек. В это же время из Шотландии была переброшена горнострелковая рота численностью 234 человека, а чуть позже — две полицейские роты численностью 307 человек. На начало января 1945 года общая численность норвежских вооружённых сил составляла уже 1350 человек, которые стали костяком для создания новой норвежской армии. К маю 1945 года их численность возросла до 2735 человек. Также с декабря 1944 года в Киркенесе базировался отряд лёгких сил норвежского флота: корвет «Эглангинс», 3 тральщика, 16 вспомогательных кораблей и катеров. С февраля 1945 года началась передислокация норвежских полицейских сил из Швеции.
Военная миссия и прибывшие норвежские войска были зачислены в 14-ю армию на все виды довольствия, им было передано: 685 автоматов, 40 ручных пулемётов, боеприпасы к ним, автомашины, горючее, гужевой транспорт, медицинское оборудование и многое другое. Общие расходы Советского Союза на содержание только норвежских войск за 1944—1945 года составили более 27,5 млн рублей.
Норвежские части пополнялись также местными добровольцами. В конце ноября 1944 года министр обороны кронпринц Улав призвал всех избежавших немецкой принудительной эвакуации мужчин-норвежцев присоединиться к норвежским войскам в Восточном Финнмарке. В итоге около 1 тысячи избежавших эвакуации мужчин Финнмарка вступили в вооруженные силы.
При поддержке советской авиации, кораблей Северного флота и союзников, к маю 1945 года норвежские добровольцы очистили всю территорию северо-западного Финнмарка, провинции Нурланн и Тромс от оставшихся там немецких войск и полицейских формирований коллаборационистов.

## Участие Северного флота в операции
Операцию отличает тесное взаимодействия наступавших по побережью войск с силами Северного флота. Корабли и авиация флота поддерживали наступавшие по побережью войска артиллерийским огнём и бомбовыми ударами. Флот в ходе операции высадил около 10 морских десантов, сыгравших свою роль в обеспечении высоких темпов наступления.
Силами флота наносились удары по кораблям противника с целью срыва доставки подкреплений и эвакуации его войск. Всего в этой операции силами флота потоплено 156 немецких кораблей и судов (по советским данным). Из этого числа подводные лодки флота потопили 15 судов и боевых кораблей без потерь со своей стороны. Торпедными катерами потоплено 4 транспорта, 4 сторожевых корабля, 4 тральщика и 1 мотобот ценой потери одного торпедного катера.

## Итоги и потери сторон
Петсамо-Киркенесская наступательная операция, вошедшая в историю как Десятый удар Сталина, известна прежде всего как операция стратегического значения, успешно проведённая бойцами 14-й армии Карельского фронта и моряками Северного флота в Заполярье, на стыке границ трёх государств — Советского Союза, Норвегии и Финляндии с 7 октября по 1 ноября 1944 года.
В ходе наступления проявилось возросшее военное искусство советского командования в организации оперативно-тактического взаимодействия сухопутных войск с силами флота. Войска прибегали к гибкому маневрированию специально созданными лёгкими и подвижными стрелковыми корпусами. Высокую эффективность показали инженерно-сапёрные части и войска связи. Отступающие части 20-й горной армии и Кригсмарине потеряли большое количество военной техники, боеприпасов и оружия, фуража и продовольствия.
Операция имела большое военно-политическое значение. Немцы потеряли плацдарм, откуда угрожали северным районам Советского Заполярья с 1941 года. Область Петсамо, передача которой от Финляндии к СССР была оговорена Московским перемирием, теперь и фактически отошла в советское владение. От немецких оккупантов были освобождены восточные районы норвежской провинции Финнмарк, что дало дополнительный толчок развитию национально-освободительного движения Северной Норвегии в борьбе с захватчиками и коллаборационистами.
Победа Красной Армии на Севере оказала существенное влияние на политику правящих кругов Финляндии и скандинавских стран, вынудила захватчиков перейти к полной эвакуации своих частей и соединений с территории Финляндии и Северной Норвегии.
Цифры советских безвозвратных потерь 6084 человека и санитарных в 15 149 человек признаны большинством исследователей и публикуется в подавляющем большинстве изданий. Из этого числа 2 122 советских военнослужащих погибли в боях на территории Норвегии. Потери боевой техники за время операции составили 21 танк, 40 орудий и миномётов, 62 боевых самолёта.
Однако относительно потерь немецких войск налицо существенные разногласия. В письменном докладе «О результатах наступательной операции» командующего Карельским фронтом К. А. Мерецкова на имя Верховного Главнокомандующего И. В. Сталина от 28 октября 1944 года указано, что разгромлены 2-я горная дивизия, 388-я и 193-я пехотные бригады, 503-я авиаполевая бригада, самокатная бригада «Норвегия» и нанесены большие потери 6-й горной и 163-й пехотной немецким дивизиям, "противник оставил на поле боя только убитыми 28 450 солдат и офицеров. Захвачено 1 649 пленных.
Но современные отечественные и зарубежные военные историки публикуют различные цифры относительно потерь немецкой группировки в Финляндии и Норвегии убитыми в октябре 1944 года. Так, финский историк Сампо Ахто (фин. Sampo Ahto) публикует цифру безвозвратных немецких потерь за октябрь 1944 года в Северной Норвегии и Финляндии в 8263 человек. Российский историк Алексей Исаев полагает, что безвозвратные потери сторон в Петсамо-Киркенесской операции были примерно одинаковы и не превысили 6500 человек с каждой стороны. Американские военные историки Гебхардт и Уиллмотт (англ. H. P. Willmott, James F. Gebhardt) утверждают, что 20-я немецкая армия потеряла в Петсамо-Киркенесской операции не менее 9000 человек убитыми.
Бывший начальник отдела военно-исторической службы Армии США Эрл Зимке (англ. Earl F. Ziemke) в своей книге «Немецкая оккупация Северной Европы: Боевые операции третьего рейха. 1940—1945 гг.», вышедшей в 1960 году, приводит цифру потерь 20-й горной армии в 22 236 человек только за время проведения операции «Nordlicht». Вероятно все цифры безвозвратных потерь 20-й горной армии приведённые выше, опубликованы авторами без учёта потерь войск СС.
В научном исследовании Института военной истории МО СССР Академии наук СССР «Карельский фронт в Великой Отечественной войне 1941—1945 годов», вышедшим под редакцией доктора исторических наук генерал-майора А. И. Бабина в 1984 году, указана цифра в 30000 убитыми только для 19-го горнострелкового корпуса
Советская энциклопедия «Великая Отечественная война 1941—1945» под редакцией М. М. Козлова и Большая российская энциклопедия также указывают цифру немецких потерь в 30 000 человек, но относят её к общим потерям немецкой стороны за весь период проведения операции.
По советским данным, за время операции уничтожено 144 немецких самолёта.

## Память

### Памятники и монументы
На территории Мурманской области и Кольского полуострова установлены памятники и монументы, увековечившие подвиг советских солдат во времена Великой Отечественной войны.
Наиболее известна Долина Славы на правом берегу реки Западной Лицы — места героических подвигов красноармейцев и краснофлотцев в 1941—1944 годах. Здесь в ходе ожесточённых боёв погибло более 7000 человек, и было остановлено наступление немецких войск, рвавшихся к Мурманску.
Немало памятников расположено в Печенгском районе Мурманской области. При въезде в посёлок Печенгу, на автомагистрали E105 воздвигнут на постамент танк Т-34. В 1991 году неподалёку был открыт мемориал и австрийским горным стрелкам из состава 19-го горнопехотного корпуса вермахта, погибшим в 1944 году.
В городе-герое Мурманске установлен величественный мемориал всем защитникам Заполярья в годы войны. Это 35-метровая фигура советского солдата, получившего имя «Алёша» у жителей города. В городе Североморске установлен памятник морским пехотинцам Северного флота.
Разведчиков, погибших при взятии порта Лиинахамари, похоронили на самой высокой точке мыса Крестовый. В братской могиле находятся останки 20 человек. У подножия памятника, который виден издалека, находится табличка, на которой все погибшие перечислены поимённо.
В Киркенесе стоит памятник освободителям — фигура советского бойца с ППШ-41 в руках. Это каменное изваяние создано норвежским скульптором С. Фредриксеном. На памятнике имеется надпись: «Отважным советским солдатам в память об освобождении города Киркенеса в 1944 году».

### Медаль «За оборону Советского Заполярья»
Президиумом Верховного Совета СССР учреждена медаль  «За оборону Советского Заполярья». В бронзе медали запечатлён советский солдат в полушубке, шапке-ушанке и с автоматом в руках. Он изображён на фоне боевых кораблей, самолётов и танков.

### В кинематографе
| Год       |     | Название                                | Примечание                                         |  |
| --------- | --- | --------------------------------------- | -------------------------------------------------- |  |
| 1944      | док | Победа на Севере (Фронтовой выпуск №10) | Сергей Иванов, (СССР)                              |  |
| 1957—1968 | с   | Битва за Норвегию                       | CBS (США, Великобритания, Норвегия)                |  |
| 1974      | ф   | Под каменным небом                      | Кнут Андерсен (Норвегия), Игорь Масленников (СССР) |  |
| 2014      | док | Три года до осени                       | Светлана Бокова (Россия, Норвегия)                 |  |

### Почётные наименования соединений и частей
За успешные действия по разгрому немецко-фашистских войск на территории Заполярья приказами Верховного Главнокомандующего отличившимся соединениям и частям были присвоены почётные наименования «Печенгские» (31 октября 1944 года) и «Киркенесские» (14 ноября 1944 года).
| 10-я гвардейская стрелковая дивизия                                 | 24-й гвардейский стрелковый полк (10-я гв. сд)              |
| 14-я стрелковая дивизия                                             | 28-й гвардейский стрелковый полк (10-я гв. сд)              |
| 45-я стрелковая дивизия                                             | 61-й стрелковый полк (45-я сд)                              |
| 368-я стрелковая дивизия                                            | 95-й стрелковый полк (14-я сд)                              |
| 3-я отдельная морская стрелковая бригада                            | 155-й стрелковый полк (14-я сд)                             |
| 12-я бригада морской пехоты                                         | 253-й стрелковый полк(45-я сд)                              |
| 69-я отдельная морская стрелковая бригада                           | 63-я морская стрелковая бригада                             |
| 70-я отдельная морская стрелковая бригада                           | Бригада больших охотников                                   |
| 284-й отдельный моторизованный батальон особого назначения          | 51-й армейский пушечный артиллерийский полк                 |
| 89-й отдельный танковый полк                                        | 149-й корпусной артиллерийский полк                         |
| 104-й пушечный артиллерийский полк ВМФ                              | 5-я минно-торпедная авиационная дивизия ВВС Северного флота |
| 471-й армейский пушечный артиллерийский полк                        | 9-й гвардейский минно-торпедный авиационный полк ВВС СФ     |
| 901-й горно-артиллерийский полк                                     | 20-й истребительный авиационный полк ВВС Северного флота    |
| 989-й гаубичный артиллерийский полк                                 | 80-й ближнебомбардировочный авиационный полк                |
| 1066-й корпусной артиллерийский полк                                | 114-й гвардейский ближнебомбардировочный авиационный полк   |
| 1236-й армейский пушечный артиллерийский полк                       | 118-й разведывательный авиационный полк ВВС СФ              |
| 1942-й корпусной артиллерийский полк                                | 1411-й зенитный артиллерийский полк(40-я зенад)             |
| 113-й отдельный артиллерийский дивизион ВМФ                         |                                                             |
| 41-й гвардейский миномётный полк                                    |                                                             |
| 172-й армейский миномётный полк                                     |                                                             |
| 275-й армейский миномётный полк                                     |                                                             |
| 297-й армейский миномётный полк                                     |                                                             |
| 535-й армейский миномётный полк                                     |                                                             |
| 40-я зенитная артиллерийская дивизия                                |                                                             |
| 156-й армейский зенитный артиллерийский полк                        |                                                             |
| 487-й отдельный зенитно-артиллерийский дивизион                     |                                                             |
| 1-я отдельная моторизованная инженерная бригада                     |                                                             |
| 30-й отдельный моторизованный понтонно-мостовой батальон            |                                                             |
| Бригада торпедных катеров                                           |                                                             |
| 2-й гвардейский дивизион морских катеров-охотников                  |                                                             |
| 6-я истребительная авиационная дивизия ВВС СФ                       |                                                             |
| 122-я истребительная авиационная дивизия ПВО                        |                                                             |
| 2-й гвардейский истребительный авиационный полк ВВС Северного флота |                                                             |
| 46-й штурмовой авиационный полк ВВС Северного флота                 |                                                             |

## Комментарии
1. ↑  Область Петсамо (Печенга) была передана Финляндией Советскому Союзу 19 сентября 1944 года по результатам Московского перемирия и де-факто находилась под немецкой оккупацией до конца октября 1944 года.
В 1533 году в устье реки Печенги был основан русский монастырь и посёлок. Через Печенгу шла оживлённая торговля с Норвегией, Голландией, Англией и другими западными странами. В 1920 году согласно положений Тартуского мирного договора от 14 октября, Печенгскую область Советское государство добровольно уступило Финляндии и Печенга стала именоваться Петсамо.
2. ↑  Основная фаза операции длилась до 29 октября
3. ↑  Без учёта ряда приданных частей и войск СС
4. ↑  Впоследствии передана в состав 127 лск
5. ↑  Впоследствии передана в состав 131 ск.
6. ↑  210-я пехотная дивизия на момент прибытия в Северную Норвегию (1942-1943) состояла из пяти батальонов крепостных войск[16].
7. ↑  В отдельных источниках как группа «Ван дер Хоопа» (англ. «Van der Hoop divisional group»)
8. ↑  До 16 сентября 1944 года 5-й Воздушный флот Люфтваффе
9. ↑  Советские войска и корабли Северного флота были полностью выведены из Норвегии в конце сентября 1945 года, после полного окончания Второй мировой войны
10. ↑  Автор не расшифровывает и не детализирует цифру потерь для 20-й немецкой горной армии
11. ↑  При этом не уточняется, относится эта цифра ко всему «сорокамесячному периоду борьбы» в Заполярье или только к октябрю 1944 года: Героическая сорокамесячная борьба завершилась полным разгромом немецко-фашистских войск. 19-й горнострелковый корпус потерял только убитыми около 30 тыс. солдат и офицеров. Северный флот потопил 156 кораблей и судов противника. Потери советских войск составили убитыми и ранеными 15 773 человека[51].

### Публицистика
- Абатуров В. Петсамо-Киркенесская наступательная операция // Энциклопедия : официальный сайт МО РФ. — 2014. — 7 октября.
- Егоров Г. Северный флот в Петсамо-Киркенесской операции. [1944 г.] // Военно-исторический журнал. — 1974. — № 10. — С. 19—27. — ISSN 0321-0626.
- Комаров Н. Войска ПВО страны в Петсамо-Киркенесской операции. [1944 г.] // Военно-исторический журнал. — 1974. — № 10. — С. 28—33. — ISSN 0321-0626.
- Норвежское население восторженно встретило Красную армию. // Военно-исторический журнал. — 1997. — № 5. — С. 20—28. — ISSN 0321-0626.
- Орлов А., Варакин П. Освободительная миссия Советской Армии в Северной Норвегии // Военно-исторический журнал. — 1974. — № 10. — С. 12—18. — ISSN 0321-0626.
- Супрун М. Н. Освобождение Восточного Финнмарка // ПГУ им. М. В. Ломоносова : монография. — 2000. — Август.
- Хаметов М. Удар по морским коммуникациям. // Военно-исторический журнал. — 1979. — № 10. — С. 26—27. — ISSN 0321-0626.
- Чертов В., Ирютин А. Северный флот в Петсамо-Киркенесской наступательной операции // Энциклопедия : официальный сайт МО РФ. — 2019. — 18 октября.
- Шинкарев И. Советская помощь норвежскому народу (1944 -1945 гг.) // Военно-исторический журнал. — 1979. — № 10. — С. 31—33. — ISSN 0321-0626.
- Роберт Диамент. Петсамо-Киркенесская операция (фотоархив) // Фотокорреспондент Роберт Диамент. — 2019. — 18 августа. — Дата обращения: 21.05.2020.
- Рогинский В. В. Образ Советского Союза в странах Северной Европы в 1945 году // Вестник МГИМО Университета : научное издание. — 2011. — С. 173—180. — ISSN 2541-9099.
- Simon Orchard. Советское продвижение в Норвегию (англ.) = The soviet advance into Norway // Kurt Monsen : альманах. — Тромсё, 1999.

### Внешние медиафайлы
- Алексей Исаев (историк, кандидат исторических наук ) (2019). Триумф в Заполярье: 75-летие Петсамо-Киркенесской операции (видеолекция). Москва: РВИО.  Отметка времени: 1:33:00. Архивировано 18 ноября 2021. Дата обращения: 6 января 2022.
- Светлана Бокова (сценарий, постановка) (2014). Три года до осени (документальный фильм). Мурманск: при участии «Pomor film ANS» и «Tundra film AS» (Норвегия).  Отметка времени: 2:12:00. Архивировано 11 марта 2022. Дата обращения: 6 января 2022.